# Aubenas-les-Alpes
Aubenas-les-Alpes è un comune francese di 107 abitanti situato nel dipartimento delle Alpi dell'Alta Provenza della regione della Provenza-Alpi-Costa Azzurra.

## Società

### Evoluzione demografica
Abitanti censiti